# Olaf Hoffsbakken
Olaf Hoffsbakken (Gjøvik, 2 settembre 1908 – Gjøvik, 23 novembre 1986) è stato uno sciatore nordico norvegese attivo sia nello sci di fondo sia nella combinata nordica.

## Biografia
Nativo di Snertingdal di Gjøvik, Hoffsbakken dominò, assieme ai connazionali Oddbjørn Hagen e Hans Vinjarengen, la combinata nordica a metà degli anni trenta. Partecipò ai IV Giochi olimpici invernali di Garmisch-Partenkirchen 1936 conquistando due medaglie d'argento, nella staffetta 4x10 km e nella combinata nordica, e piazzandosi al quinto posto nella gara dei 18 km di fondo.
Ha vinto anche medaglie ai Mondiali del 1935, con un argento nella staffetta 4 × 10 km di fondo e un bronzo nella 18 km, e del 1938, con un oro nella combinata nordica.
Hoffsbakken ha vinto due volte sia la Birkebeinerrennet di 54 km (1936, 1938), sia il Trofeo Holmenkollen di combinata nordica (1936 e 1939), ricevendo la Medaglia Holmenkollen nel 1937 (insieme a Birger Ruud e Martin P. Vangsli).

## Palmarès

### Combinata nordica

#### Olimpiadi
- 1 medaglia, valida anche a fini iridati:
  - 1 argento (individuale a Garmisch-Partenkirchen 1936)

#### Mondiali
- 1 medaglia, oltre a quella conquistata in sede olimpica e valida anche a fini iridati:
  - 1 oro (individuale a Lahti 1938)

#### Campionati norvegesi
- 1 medaglia:
  - 1 oro (individuale nel 1937)[1]

### Sci di fondo

#### Olimpiadi
- 1 medaglia:
  - 1 argento (staffetta a Garmisch-Partenkirchen 1936)

#### Mondiali
- 2 medaglie:
  - 1 argento (staffetta a Vysoké Tatry 1935)[1]
  - 1 bronzo (18 km a Vysoké Tatry 1935)

## Onorificenze
- Medaglia Holmenkollen (1937)